# Adalfredo
Adalfredo (anche Alfredo) (... – 1061 ca.) è stato un vescovo italiano.

## Biografia
Di origine tedesca, alcuni storici ritengono che fosse in origine un membro della corte imperiale e che Pier Damiani si riferisse a lui nell'opuscolo Contra clericos aulicos, definendolo curialis. Il Sorbelli, anche ammettendo che Adalfredo era legato all'imperatore e alla sua corte, ritiene, però, che Pier Damiani si riferisse al predecessore Giovanni, vescovo di Bologna tra il 997 ed il 1017, perché, al momento della scrittura dell'opuscolo, Adalfredo era morto da poco ed erano noti i suoi sforzi per riformare i costumi del clero nella diocesi bolognese.

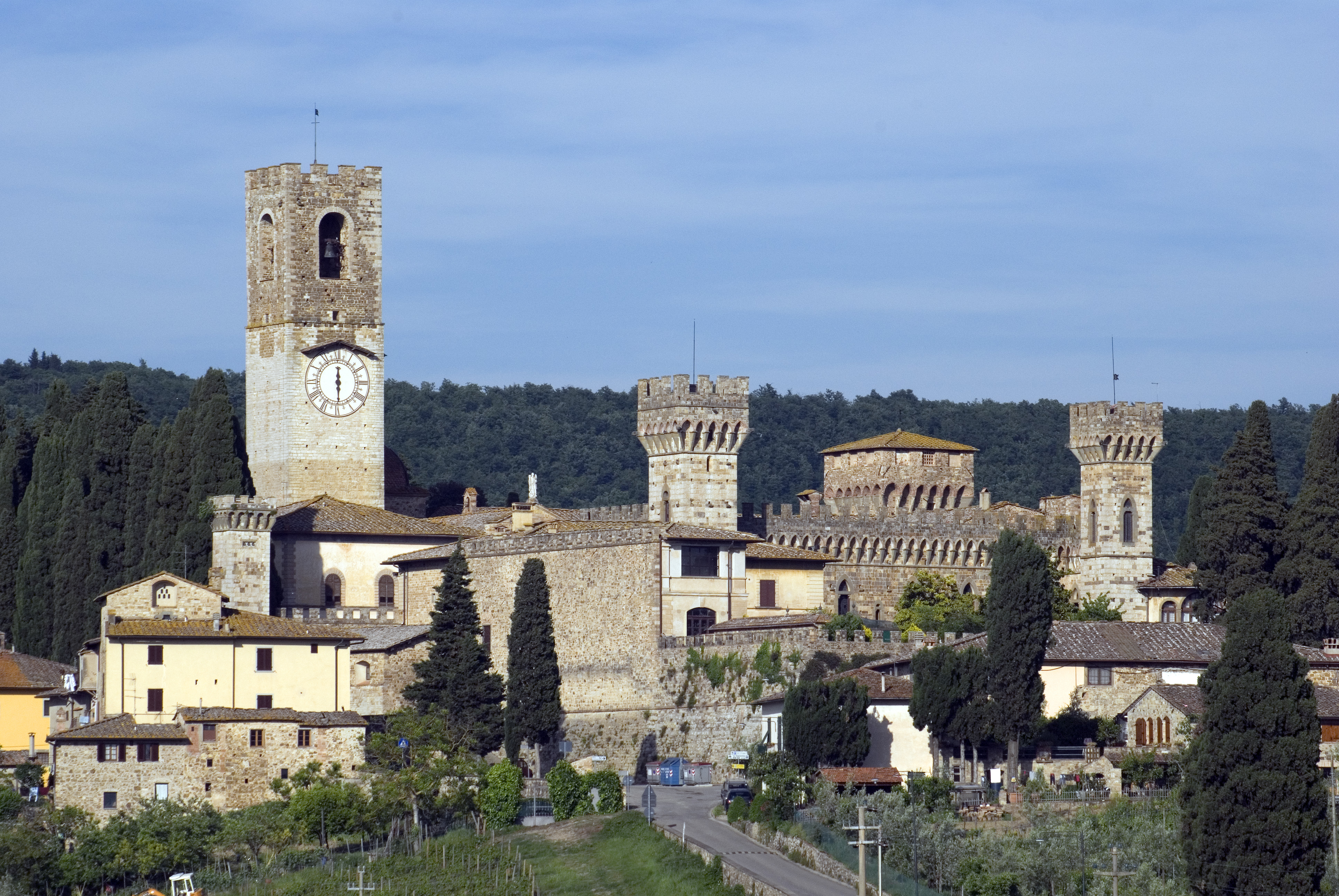
Veduta dell'Abbazia di San Michele Arcangelo a Passignano

Ad ogni modo, eletto vescovo di Bologna, il 6 giugno 1030 fu presente all'assemblea del messo imperiale Alessandro, che si svolse a Bologna. Nel 1032 partecipò ad un placito tenuto da Bonifacio di Canossa, marchese di Toscana, "iuxta Padum in loco qui dicitur Caput de Reda" e il 22 febbraio 1038 al seguito dell'imperatore Corrado II presenziò a due placiti tenuti presso Lucca e era menzionato in un privilegio che ottenne, insieme con Cadalo, cancelliere e futuro antipapa, per l'Abbazia di San Michele Arcangelo a Passignano.
Oltre che essere un fedele funzionario, esecutore delle volontà imperiali, Adalfredo si premurò di iniziare una riforma dei costumi ecclesiastici, come stava avvenendo in altre parti d'Italia e d'Europa. Ad esempio negli archivi è conservata una lettera del 16 agosto 1045 in cui il vescovo affermava che, preoccupato per le condizioni del clero diocesano, aumentato in modo impressionante "ita... ut sacer ordo vilesceret et divinum offitium omnibus in neglegentiam caderet...", aveva prefissato a cinquanta il numero dei canonici della chiesa bolognese, con funzioni prestabilite. Inoltre, le prebende per tali canonici dovessero ammontare a tre quarti di tutte le decime prelevate dalla chiesa episcopale, oltre alle primizie offerte dai fedeli.
Tra il 1040 ed il 1048 il vescovo  è presente a numerose cerimonie, sempre in ossequio alle autorità imperiali: nell'aprile del 1040 convalidò una donazione per l'Abbazia di Pomposa; nel maggio del 1045 consacrò l'altare della chiesa di San Biagio di Cento; nel 1046 prese parte al concilio di Sutri; nel 1047 seguì a Ravenna l'imperatore Enrico III e nel 1048 concesse un terreno in enfiteusi ad un certo Andrea di Federico di Bologna.
Il 7 maggio 1054 donò a sette canonici della chiesa di Bologna vari benefici, obbligandoli ad una vita morigerata in comune, dedita alla preghiera. Tali donazioni e concessioni furono confermate il 14 giugno da papa Vittore II e subito dopo i canonici si rivolsero anche all'imperatore Enrico III per ottenere la conferma dei privilegi avuti dal  vescovo.
Dopo il 1055 non si trovano ulteriori documenti che si riferiscono ad Adalfredo; nel 1062 gli successe il vescovo Lamberto.